# Safaa Hadi
Safaa Hadi (en arabe : صفاء هادي) est un footballeur international irakien né le 14 octobre 1998 à Bagdad. Il évolue au poste de milieu défensif au Tractor SC.

## Biographie

### Carrière en sélection
Il reçoit sa première sélection en équipe d'Irak le 8 mai 2018, en amical contre la Palestine (score : 0-0).
En janvier 2019, il est retenu par le sélectionneur Srečko Katanec afin de participer à la Coupe d'Asie des nations, organisée aux Émirats arabes unis. Lors de cette compétition, il joue quatre matchs. L'Irak s'incline en huitièmes de finale face au Qatar.

## Palmarès
Al-Zawra'a SC
- Champion d'Irak en 2018.
- Vainqueur de la Coupe d'Irak en 2017.

 Krylia Sovetov Samara
- Champion de Russie de deuxième division en 2021.